# SESAR
Il progetto SESAR (acronimo dell'inglese Single European Sky ATM Research, studio di un sistema di gestione del traffico aereo per il cielo unico europeo) è un programma volto a revisionare completamente lo spazio aereo europeo e il suo sistema di gestione del traffico aereo.
Il programma è attualmente gestito dal consorzio Impresa comune SESAR (SJU) ed è una collaborazione tra il settore pubblico e quello privato.

## Il progetto
Il progetto SESAR si compone di tre fasi:
- una fase di definizione (2004-2008), nella quale vengono stabilite le caratteristiche del nuovo sistema di gestione del traffico aereo; questa fase è governata da EUROCONTROL, cofinanziata dalla Commissione europea come parte del programma per le reti di trasporto trans-europee ed eseguita da un consorzio di enti che si occupano del trasporto aereo;
- una fase di sviluppo (2008-2013), nella quale vengono sviluppati i sistemi tecnologici di nuova generazione come deciso nella fase di definizione; questa fase, il cui finanziamento è di 2,1 miliardi di euro, è gestita dal consorzio Impresa comune SESAR;
- una fase di applicazione (2014-2020), nella quale le nuove infrastrutture di gestione del traffico aereo vengono implementate su larga scala; esse sono composte da componenti completamente interoperabili per garantire un trasporto aereo altamente efficiente in Europa.

Gli obiettivi del SESAR si basano su una serie di nuove caratteristiche chiave:
- il network operation plan, un piano operativo che assicura una visione comune sulla situazione dello spazio aereo;
- completa integrazione delle attività aeroportuali nella gestione del traffico aereo;
- gestione delle traiettorie per ridurre al minimo i vincoli nella gestione del traffico aereo;
- nuovi metodi di separazione dei velivoli per aumentare la sicurezza, la capacità e l'efficienza;
- gestione dei dati a livello di sistema (SWIM, System-Wide Information Management), che permetterà di collegare tutti i soggetti coinvolti nella gestione del traffico aereo consentendo di condividere i dati;
- controllori e piloti saranno assistiti da nuove funzioni automatiche per facilitare il loro carico di lavoro e gestire i complessi processi decisionali.

Negli Stati Uniti esiste un progetto simile al SESAR chiamato Next Generation Air Transportation System (NextGen).

## Storia
Nel XX secolo, diversamente dagli Stati Uniti, l'Europa non aveva uno spazio aereo unificato e gestito a livello europeo. Inoltre quello europeo è lo spazio aereo più trafficato al mondo, con punte di più di 33 000 voli al giorno ed un'elevatissima densità di aeroporti. Questo rende il controllo del traffico aereo molto complesso. L'iniziativa dell'UE per creare il cielo unico europeo ha l'obiettivo di rimediare a tale frammentazione e riduzione di capacità strutturando lo spazio aereo e i servizi di navigazione ad un livello europeo. Per questo motivo il programma SESAR è stato avviato nel 2004 dal precedente progetto SESAME di EUROCONTROL. Nel giugno del 2010 le autorità europee e americane hanno raggiunto un accordo preliminare per rendere interoperabili i rispettivi sistemi di gestione del traffico aereo, SESAR e NextGen.